# Liste des monuments historiques protégés en 1926
Cet article recense les monuments historiques français classés ou inscrits en 1926.

## Protections
| Édifice                           | Commune            | Département        | Région                  | Protection | Base Mérimée                         | Coordonnées                        | Image |
| --------------------------------- | ------------------ | ------------------ | ----------------------- | ---------- | ------------------------------------ | ---------------------------------- | ----- |
| Château de Gannat                 | Gannat             | Allier             | Auvergne-Rhône-Alpes    | Inscrit    | « PA00093106 », notice no PA00093106 | 46° 06′ 06″ nord, 3° 11′ 47″ est   |       |
| Chapelle Saint-Joseph             | Saint-Paulien      | Haute-Loire        | Auvergne-Rhône-Alpes    | Inscrit    | « PA00092871 », notice no PA00092871 | 45° 08′ 13″ nord, 3° 48′ 51″ est   |       |
| Église Notre-Dame                 | Besançon           | Doubs              | Bourgogne-Franche-Comté | Inscrit    | « PA00101452 », notice no PA00101452 | 47° 14′ 05″ nord, 6° 01′ 30″ est   |       |
| Maison, 1 rue des Chapeliers      | Lannion            | Côtes-d'Armor      | Bretagne                | Inscrit    | « PA00089268 », notice no PA00089268 | 48° 43′ 55″ nord, 3° 27′ 29″ ouest |       |
| Maison, 3 rue des Chapeliers      | Lannion            | Côtes-d'Armor      | Bretagne                | Inscrit    | « PA00089269 », notice no PA00089269 | 48° 43′ 56″ nord, 3° 27′ 29″ ouest |       |
| Chapelle du château de Troménec   | Landéda            | Finistère          | Bretagne                | Inscrit    | « PA00090024 », notice no PA00090024 | 48° 35′ 05″ nord, 4° 33′ 39″ ouest |       |
| Château de Kérouartz              | Lannilis           | Finistère          | Bretagne                | Inscrit    | Notice no                            | 48° 34′ 56″ nord, 4° 30′ 06″ ouest |       |
| Grottes du Razet                  | Coizard-Joches     | Marne              | Grand Est               | Inscrit    | « PA00078670 », notice no PA00078670 | 48° 50′ 10″ nord, 3° 51′ 59″ est   |       |
| Église Saint-Jacques              | Lunéville          | Meurthe-et-Moselle | Grand Est               | Classé     | « PA00106081 », notice no PA00106081 | 48° 35′ 32″ nord, 6° 29′ 31″ est   |       |
| Église Saint-Pierre-et-Saint-Paul | Acy-en-Multien     | Oise               | Hauts-de-France         | Inscrit    | « PA00092871 », notice no PA00092871 | 49° 06′ 13″ nord, 49° 06′ 13″ est  |       |
| Donjon de Maurepas                | Maurepas           | Yvelines           | Île-de-France           | Inscrit    | « PA00087531 », notice no PA00087531 | 48° 46′ 21″ nord, 1° 55′ 14″ est   |       |
| Moulin de Bagas                   | Bagas              | Gironde            | Nouvelle-Aquitaine      | Inscrit    | « PA00083121 », notice no PA00083121 | 44° 37′ 37″ nord, 0° 03′ 28″ ouest |       |
| Chapelle de Glandelles            | Bagneaux-sur-Loing | Seine-et-Marne     | Île-de-France           | Inscrit    | « PA00086804 », notice no PA00086804 | 48° 12′ 48″ nord, 2° 42′ 55″ est   |       |
| Église Saint-Pierre d'Oeyreluy    | Oeyreluy           | Landes             | Nouvelle-Aquitaine      | Inscrit    | Notice no PA00083991                 | 43° 40′ 20″ N, 1° 04′ 45″ O        |       |